# Chiasmoneura bipunctata
Chiasmoneura bipunctata är en tvåvingeart som beskrevs av Loïc Matile 1973. Chiasmoneura bipunctata ingår i släktet Chiasmoneura och familjen platthornsmyggor.
Artens utbredningsområde är Nigeria. Inga underarter finns listade i Catalogue of Life.